# 시즌 패스 (비디오 게임)
시즌 패스(season pass)는 소비자가 기본 비용 외에 비디오 게임용 현재 및 미래의 다운로드 가능 콘텐츠(DLC) 팩에 대한 할인된 패키지를 구매하는 비디오 게임 수익화의 한 형태이다. 게임에는 단일 시즌 패스가 있을 수 있으며 일부 라이프스타일 게임의 경우 시간이 지남에 따라 새 시즌 패스가 있을 수 있다. 이 이름은 스포츠 시즌 티켓 개념에서 유래되었다(TV 시리즈에서 시즌 박스 세트를 얻는 것과 더 유사하지만). 2011년경 처음 도입된 시즌 패스 사용은 2010년대 말까지 트리플A 및 모바일 게임 배급사 사이에서 일반화되었다. 시즌 패스는 시즌 패스의 콘텐츠가 사전에 완전히 항목화되지 않았거나 계획된 모든 DLC를 포함하지 않을 수 있고 게임 언론에서 시즌 패스의 일부 사례를 사기라고 부르기 때문에 논란의 여지가 있을 수 있다.